# Бабушкин, Леонид Георгиевич

Бюст в Красноуральске

Леони́д Гео́ргиевич Ба́бушкин (3 апреля 1925, Судинский район, Уральская область — 22 февраля 1993, Ташкентская область) — участник Великой Отечественной войны, командир отделения взвода разведки 609-го стрелкового полка 139-й стрелковой дивизии 50-й армии 2-го Белорусского фронта, Герой Советского Союза (24.03.1945), младший сержант.

## Биография
Родился 3 апреля 1925 года в деревне Фомино (ныне урочище на территории Аспинского сельского поселения Уинского района Пермского края) в семье крестьянина. Русский. Окончил неполную среднюю школу. В 1934 году переехал в город Красноуральск Свердловской области.
В январе 1943 года был призван в Красную армию Николо-Черемшанским райвоенкоматом Ульяновской области.
В боях Великой Отечественной войны с декабря 1943 года. В составе 609-го стрелкового полка 139-й стрелковой Рославльской Краснознамённой дивизии с боями прошёл до Берлина. Особо отличился при форсировании реки Неман.
15 июля 1944 года в составе взвода младший сержант Бабушкин форсировал реку Неман у деревни Ковши (Мостовский район Гродненской области). Участвовал в бою за плацдарм, уничтожил лично более двадцати гитлеровцев. Был ранен, но не покинул поля боя.
Указом Президиума Верховного Совета СССР от 24 марта 1945 года за образцовое выполнение боевых заданий командования на фронте борьбы с немецкими захватчиками и проявленные при этом мужество и геройство младшему сержанту Бабушкину Леониду Георгиевичу присвоено звание Героя Советского Союза с вручением ордена Ленина и медали «Золотая Звезда» (№ 5476).
После войны продолжал службу в армии. С 1950 года в запасе.
До 1960 работал на медеплавильном комбинате в Красноуральске. Затем переехал в Узбекистан. Жил в городе Алмалык Ташкентской области. Работал на обогатительной фабрике Алтынтопканского комбината.
Скончался 22 февраля 1993 года, похоронен на городском кладбище «Чёрный Тюльпан» Алмалыка.

## Награды и звания
- Медаль «Золотая Звезда» Героя Советского Союза № 5476 (24.03.1945)
- Орден Ленина (24.03.1945)
- Орден Отечественной войны I степени (06.04.1985)
- Орден Славы II степени (23.12.1944)
- Орден Славы III степени (24.07.1944)
- Орден Красной Звезды (25.04.1945)
- Медали, в том числе:
  - Медаль «За победу над Германией в Великой Отечественной войне 1941—1945 гг.»
  - Юбилейная медаль «Двадцать лет Победы в Великой Отечественной войне 1941—1945 гг.»
  - Юбилейная медаль «Тридцать лет Победы в Великой Отечественной войне 1941—1945 гг.»
  - Юбилейная медаль «Сорок лет Победы в Великой Отечественной войне 1941—1945 гг.»

## Память
- Имя Л. Г. Бабушкина носит одна из улиц в Гродно[2][3].
- Бюст в городе Красноуральске.